# Rhipha gagarina
Rhipha gagarina är en fjärilsart som beskrevs av Lauro Travassos 1955. Rhipha gagarina ingår i släktet Rhipha och familjen björnspinnare. Inga underarter finns listade.